# Mafia (eiland)
Mafia is een eiland behorende bij Tanzania. Het is gelegen in de Indische Oceaan. Bestuurlijk is het eiland niet ingedeeld bij Zanzibar, waar het geografisch gezien wel bij hoort, maar bij Pwani.
De belangrijkste plaats op het eiland is Kilindoni. Een van de belangrijkste economische activiteiten op het eiland is de markt in Klindoni. Andere belangrijke economische activiteiten zijn visserij en zelfvoorzieningslandbouw. Toerisme vindt ook op het eiland plaats, vooral scuba duiken en sportvissen.